# آوغست برايتهاوبت
آوغست برايتهاوبت (بالألمانية: August Breithaupt)‏ هو عالم معادن ‏ ألماني، ولد في 18 مايو 1791 في Probstzella ‏ في ألمانيا، وتوفي في 22 سبتمبر 1873 في فرايبرغ في ألمانيا.